# Diplazium neobirii
Diplazium neobirii är en majbräkenväxtart som beskrevs av Fraser-jenk.
Diplazium neobirii ingår i släktet Diplazium och familjen Athyriaceae. Inga underarter finns listade i Catalogue of Life.